# Megan Montaner
Megan Gracia Montaner (Huesca, 21 agosto 1987) è un'attrice e modella spagnola.

## Biografia
Megan Montaner è nata il 21 agosto 1987 a Huesca (Spagna), da madre Lola Flores e da padre Miguel Ángel Jenner e ha un fratello che si chiama David Jenner Ximena.

## Carriera
Megan Montaner dopo essere diventata una truccatrice, ha iniziato a lavorare in una televisione locale di Huesca, ma ha manifestato il desiderio di recitare. Tra il 2008 e il 2010 si è trasferita a Madrid dove ha iniziato a studiare recitazione nella scuola diretta da Cristina Rota.
Nel 2010 ha fatto la sua prima apparizione come attrice con il ruolo di Leticia nella serie televisiva di Telecinco La pecera de Eva. Nello stesso anno ha ricoperto il ruolo secondario di Rocío nella miniserie di Telecinco Vuelo IL8714, che tratta l'incidente aereo di Spanair. Nello stesso anno Antena 3 l'ha chiamata per recitare nella miniserie Tormenta, che racconta la vita di un gruppo di studenti adolescenti con vite diverse, andato in onda nel 2013.
Nel 2010 e nel 2011 è stata scelta da RTVE per recitare nella soap opera Amare per sempre nel ruolo di Gloria.
Nel 2011 e nel 2012 ha raggiunto la fama internazionale grazie alla soap opera di Antena 3, Il segreto, dove ha interpretato una giovane levatrice, bella e coraggiosa, chiamata Pepa Balmes. La serie ottiene un grande successo, prima in Spagna e poi anche in vari paesi tra cui l'Italia dove ha realizzato ottimi ascolti. Nel giugno 2012, ha deciso di lasciare la soap, abbandonando la serie dopo 382 puntate per dedicarsi a progetti diversi.
A novembre 2012 ha confermato la sua partecipazione con il ruolo dell'avvocatessa Maite Ribelles nella terza stagione della serie di Antena 3 Grand Hotel - Intrighi e passioni, in cui ha recitato dal 19 marzo al 25 giugno 2013 insieme agli attori con attori Yon González, Amaia Salamanca, Adriana Ozores, Pedro Alonso, Concha Velasco e Llorenç González. Ad ottobre e novembre 2013 ha partecipato alla corsa solidale Kenzo Run insieme alla collega de Il segreto, Sandra Cervera e nel calendario solidale di Huesca Down.
Nel 2014 ha ricoperto il ruolo di Adela nel film Dioses y perros diretto da David Marqués e Rafa Montesinos e quello di Lidia nel film Por un puñado de besos diretto da David Menkes. Ad agosto dello stesso anno ha interpretato il ruolo di Lola "La Valenciana" nella prima stagione della serie di La 1 Víctor Ros, dove ha recitato insieme ad attori come Carles Francino ed Esmeralda Moya. Nel settembre dello stesso anno è la protagonista del film Dioses y perros, tratta da un libro di Jesús Martinez, dove ha recitato insieme all'attore Hugo Silva.
Nel mese di ottobre del 2013 è stata scelta da Antena 3 per interpretare il ruolo della protagonista María Fuentes nella serie Senza identità, girata nel dicembre dello stesso anno e andata in onda dal maggio 2014 al luglio 2015. L'anno successivo, nel 2015, è stata scelta per interpretare, accanto a Raoul Bova, il ruolo di Samira nella serie Fuoco amico TF45 - Eroe per amore, che è andata in onda da marzo a maggio 2016 su Canale 5.
Nel mese di dicembre del 2015 è stata annunciata la sua interpretazione di Sara Domingo nella serie di Antena 3 L'ambasciata, in cui ha recitato dall'aprile al luglio 2016 insieme agli attori Belén Rueda, Abel Folk, Amaia Salamanca e Úrsula Corberó. Nel 2016 è stata scelta come giudice nel talent show in onda su Canale 5 Pequeños gigantes, con la conduzione di Belén Rodríguez.
Nel mese di aprile del 2017 è stata confermata la sua interpretazione di Elena Pons nella serie Velvet Collection, lo spin-off della serie Velvet trasmessa dal 2014 al 2017 su Antena 3. Nella serie ha recitato insieme ad attori come Imanol Arias, Aitana Sánchez-Gijón, Adrián Lastra, Marta Torné, Mónica Cruz, Andrea Duro e Marta Hazas, tra gli altri. Nel giugno 2017 ha presentato in anteprima la commedia Señor, dame paciencia, un film con Jordi Sánchez con cui ha condiviso il cast con Eduardo Casanova, Silvia Alonso e David Guapo.
Nel 2019 ha interpretato il ruolo di Candela Montero nella serie italo-spagnola Lontano da te, trasmessa in Italia su Canale 5 e anche in Spagna nel 2020 su Telecinco e dove ha recitato insieme all'attore Alessandro Tiberi.
Nel 2019 ha presentato la serie La caccia per la prima stagione dove interpreta il ruolo della protagonista Sara Campos, al fianco di Alain Hernández e Francis Lorenzo. Nel 2021 è ritornata a ricoprire il ruolo di Sara Campos per la seconda stagione, mentre nel 2023 per la terza stagione.
Durante la pandemia di COVID-19, molti dei suoi progetti televisivi sono stati ritardati a tempo indeterminato durante un periodo di quarantena nazionale.
Nel 2020 ha firmato per Álex de la Iglesia per recitare nella serie di 30 monedas. La sua interpretazione nella serie ha ottenuto recensioni molto positive, essendo stata nominata ai Feroz Awards come Miglior attrice protagonista in una serie.
Nel 2022 ha interpretato il ruolo di Emma Castellanos nella serie di Netflix Una vita da riavvolgere. Nello stesso anno ha ricoperto il ruolo di Nagore nel film La vida padre diretto da Joaquín Mazón. Nel 2023 ha ricoperto il ruolo di María nella serie Entre tierras.

## Vita privata
Megan Montaner dal 2013 ha una relazione con il biologo Gorka Ortúzar, col quale ha avuto due figli.

## Filmografia

### Cinema
- Dioses y perros, regia di David Marqués e Rafa Montesinos (2014)
- Por un puñado de besos, regia di David Menkes (2014)
- Señor, dame paciencia, regia di Álvaro Díaz Lorenzo (2017)
- La vida padre, regia di Joaquín Mazón (2022)
- Papeles, regia di Arturo Montenegro (2025)
- La buona suerte, regia di Gracia Querejeta (2025)
- Ya no quedan junglas, regia di Luis Gabriel Beristáin (2025)

### Televisione
- La pecera de Eva – serial TV, 8 episodi (2010)
- Vuelo IL 8714 – miniserie TV, 2 episodi (2010)
- Amare per sempre (Amar en tiempos revueltos) – soap opera, 86 episodi (2010-2011)
- Il segreto (El secreto de Puente Viejo) – soap opera, prima stagione, 382 episodi (2011-2012, 2014)
- Tormenta – miniserie TV, 2 episodi (2013)
- Grand Hotel - Intrighi e passioni (Gran Hotel) – serial TV, terza stagione, 14 episodi (2013)
- Víctor Ros – serie TV, 6 episodi (2014)
- Senza identità (Sin identidad) – serie TV, 23 episodi (2014-2016)
- Fuoco amico TF45 - Eroe per amore – serie TV, 8 episodi (2016)
- L'ambasciata (La embajada) – serie TV, 11 episodi (2016)
- Velvet Collection (Velvet Colección) – serie TV, 20 episodi (2017)
- Lontano da te (Lejos de ti) – serie TV, 4 episodi (2019-2020)
- La caccia (La caza) – serie TV, 32 episodi (2019-2025)
- 30 Coins - Trenta denari – serie TV, 16 episodi (2020-2021, 2023)
- Una vita da riavvolgere (Si lo hubiera sabido) – serie TV, 8 episodi (2022)
- Entre tierras – serie TV, 10 episodi (2023)

### Cortometraggi
- El trayecto, regia di Nadia Navarro (2012)

## Programmi televisivi
- El hormiguero 3.0 – talent show (2014, 2017, 2020) – Invitata
- Pequeños gigantes – talent show (2016) – Giurata

## Doppiatrici italiane
Nelle versioni in italiano dei suoi film e delle sue serie TV, Megan Montaner è stata doppiata da:
- Benedetta Degli Innocenti[54] ne Il segreto[55], in Grand Hotel - Intrighi e passioni[56], in Senza identità[57], in Víctor Ros[58], in Fuoco amico TF45 - Eroe per amore, in Lontano da te[59], ne La caccia[60], in Una vita da riavvolgere[61]
- Gaia Bolognesi[62] ne L'ambasciata[63], 30 Coins - Trenta denari
- Letizia Scifoni[64] in Velvet Collection[65]

## Riconoscimenti
- Premio Feroz
  - 2020: Candidata come Miglior attrice protagonista in una serie per 30 monedas
- Premio Iris
  - 2019: Candidata come Miglior interpretazione femminile per la serie La caccia - Monteperdido (La caza. Monteperdido)
  - 2021: Candidata come Miglior interpretazione femminile per la serie La caccia - Tramuntana (La caza. Tramuntana)
- Premio Zapping
  - 2015: Vincitrice come Miglior attrice per la serie Senza identità (Sin identidad)
- Unión de Actores y Actrices
  - 2014: Candidata come Miglior attrice protagonista in televisione per la serie Senza identità (Sin identidad)